# الحدود بين كازاخستان وأوزبكستان

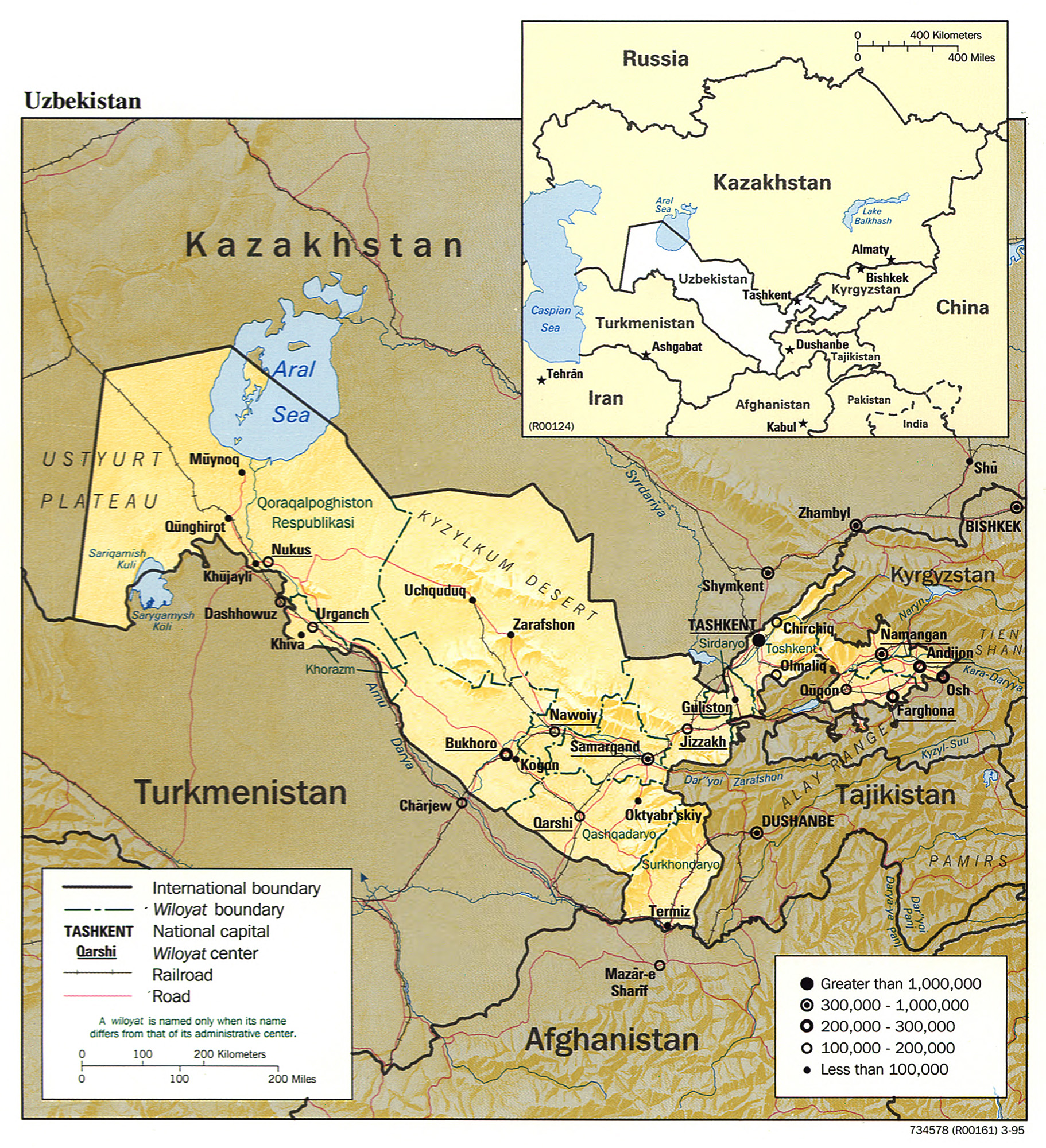
خريطة أوزبكستان وككازاخستان شمالاً، أوزبكستان جنوباً

تبلغ الحدود بين كازاخستان وأوزبكستان 2,330 كـم (1,450 ميل) يمتد من النقطة النقطة الحدودية الثلاثية مع تركمانستان إلى النقطة الثلاثية مع قيرغيزستان. إنها أطول حدود خارجية لأوزبكستان. حيث تقع العاصمة الأوزبكية طشقند على بعد 13 كـم (8.1 ميل) فقط من هذه الحدود.

## الوصف
تبدأ الحدود من الغرب عند نقطة ثلاثية مع تركمانستان ؛ ثم يتبع خط الزوال 56 شرقًا لحوالي 410 كـم (250 ميل) حتى خط العرض 45 شمالًا . هناك خط مستقيم 213 كـم (132 ميل) إلى الشمال الشرقي ، متبوعًا بخط مستقيم آخر من 128 كـم (80 ميل) . يقطع هذا القسم الأخير بحر آرال وجزيرة فوزروزدينيا السابقة (التي أصبحت الآن جزءًا من البر الرئيسي) التي تمتد عبر الحدود ؛ كان البحر في السابق أكبر من ذلك بكثير ولكنه استنفد بشدة بسبب أنظمة الري التي تعود إلى الحقبة السوفيتية. يتكون الجزء المركزي من الحدود من سلسلة من مقاطع الخط المستقيم القصيرة التي تسير باتجاه الشرق تقريبًا عبر صحراء كيزيلكوم، وصولاً إلى المنطقة المجاورة لسد شاردارا في كازاخستان. تتبع الحدود بعد ذلك شكل U في منطقة ماكاتارال في كازاخستان قبل المضي قدمًا في الاتجاه الشمالي الشرقي تقريبًا بعد طشقند ثم على طول سلسلة جبال أوغام إلى نقطة قيرغيزستان الثلاثية.
إن الثلثين الغربيين من الحدود قليل السكان ويعبرون مناطق صحراوية إلى حد كبير ، في تناقض صارخ مع الثلث الشرقي المكتظ بالسكان ، والذي يحتوي على بعض أكبر المدن في أوزبكستان وجنوب كازاخستان.
الجزء الشرقي جبلي ويحتوي على سلسلة من المتنزهات الوطنية (منتزه سايرام-أوغام الوطني ومحمية أكسو-زاباغلي الطبيعية في كازاخستان ومنتزه أوغام-تشاتكال الوطني في أوزبكستان).
تعبر جيزاك الأوزبكية إلى سكة حديد سيرداريو عبر كازاخستان لفترة وجيزة ، وهو إرث من الحقبة السوفيتية حيث تم بناء البنية التحتية دون النظر إلى ما كان يُعرف آنذاك بالحدود الداخلية.

## التاريخ
احتلت الإمبراطورية الروسية آسيا الوسطى في القرن التاسع عشر بضم خانات قوقند وخانية خيوة المستقلة سابقًا وإمارة بخارى.
بعد أن تولى الشيوعيون السلطة في عام 1917 وأنشأوا الاتحاد السوفيتي حيث تقرر تقسيم آسيا الوسطى إلى جمهوريات قائمة على أساس عرقي في عملية تُعرف باسم الترسيم الإقليمي الوطني (أو NTD).
كان هذا يتماشى مع النظرية الشيوعية القائلة بأن القومية كانت خطوة ضرورية على الطريق نحو مجتمع شيوعي في نهاية المطاف، وكان تعريف جوزيف ستالين للأمة على أنها "مجتمع مستقر تاريخيًا من الناس، يتشكل على أساس لغة مشتركة وإقليم وحياة اقتصادية وتكوين نفسي يتجلى في ثقافة مشتركة".
عادة ما يتم تصوير الترسيم الإقليمي الذي جرى على أنها ليست أكثر من ممارسة لسياسة فرق تسد، وهي محاولة ميكافيلية متعمدة من قبل ستالين للحفاظ على الهيمنة السوفيتية على المنطقة من خلال تقسيم سكانها بشكل مصطنع إلى دول منفصلة ومع رسم الحدود بشكل متعمد من أجل ترك الأقليات داخل كل دولة.
على الرغم من أن السوفييت كانوا قلقين بالفعل من التهديد المحتمل للقومية التركية الشاملة  كما تم التعبير عنه على سبيل المثال مع حركة الباسمشي في عشرينيات القرن الماضي، إلا أن التحليل الأقرب المستلهم من المصادر الأولية يرسم صورة أكثر دقة بكثير مما يتم تقديمه بشكل شائع.
كان السوفييت يهدفون إلى إنشاء جمهوريات متجانسة عرقيًا ، ولكن العديد من المناطق كانت مختلطة عرقياً (مثل وادي فرغانة) وكان من الصعب في كثير من الأحيان تعيين تسمية عرقية `` صحيحة '' لبعض الشعوب (مثل الطاجيكية الأوزبكية سارت المختلطة أو القبائل التركمانية / الأوزبكية المختلفة على طول آمو داريا).
جادلت النخب الوطنية المحلية بشدة (وفي كثير من الحالات بالغت في الكلام) قضيتهم، حيث كان السوفييت في كثير من الأحيان مجبرين على الفصل فيما بينهم مما أعاقه نقص المعرفة المتخصصة وندرة البيانات الإثنوغرافية الدقيقة أو المحدثة عن المنطقة.
علاوة على ذلك تهدف المناطق المدارية المهملة أيضًا إلى إنشاء كيانات "قابلة للحياة" مع مراعاة المسائل الاقتصادية والجغرافية والزراعية والبنية التحتية ، وتتفوق في كثير من الأحيان على الكيانات العرقية.
أثبتت محاولة تحقيق التوازن بين هذه الأهداف المتناقضة ضمن إطار قومي شامل أنها صعبة للغاية ومستحيلة في كثير من الأحيان ، مما أدى إلى رسم حدود معقدة في كثير من الأحيان ، وجيوب متعددة وخلق لا مفر منه لأقليات كبيرة انتهى بهم الأمر إلى العيش في جمهورية `` خاطئة ''. بالإضافة إلى ذلك لم يقصد السوفييت أبدًا أن تصبح هذه الحدود حدودًا دولية كما هي اليوم.

آسيا الوسطى السوفيتية في عام 1922 قبل ترسيم الحدود الوطنية

تم اقتراح الترسيم الوطني للمنطقة على طول الخطوط العرقية في وقت مبكر من عام 1920. في ذلك الوقت تألفت آسيا الوسطى من جمهوريتين اشتراكيتين سوفيتيتين مستقلتين (ASSRs) داخل جمهورية روسيا الاتحادية الاشتراكية السوفياتية: جمهورية تركستان الاشتراكية السوفيتية التي تم إنشاؤها في أبريل 1918 وتغطي أجزاء كبيرة مما هو الآن جنوب كازاخستان وأوزبكستان وطاجيكستان وكذلك تركمانستان، وجمهورية قيرغيزستان الاشتراكية السوفيتية المتمتعة بالحكم الذاتي والتي كانت تقع في الجزء الشمالي من جمهورية كازاخستان في 26 أغسطس.
في هذا الوقت كان يُشار إلى الكازاخيين باسم "قيرغيز" وما يُعرف الآن بالقرغيز كانوا يُعتبرون مجموعة فرعية من الكازاخيين ويشار إليهم باسم "كارا قرغيز" أي سكان الجبل "قيرغيزستان"). كانت هناك أيضًا الجمهوريتان الخلفيتان المنفصلتان لإمارة بخارى وخانية خيوة، والتي تحولت إلى جمهورية بخارى وخوارزم السوفيتية الشعبية بعد استيلاء الجيش الأحمر عليها في عام 1920.
في 25 فبراير 1924 أعلن المكتب السياسي واللجنة المركزية للاتحاد السوفيتي أنه سيواصل العمل مع الترسيم الإقليمي في آسيا الوسطى. حيث كان من المقرر أن تشرف على العملية لجنة خاصة من مكتب آسيا الوسطى مع ثلاث لجان فرعية لكل من الجنسيات الرئيسية في المنطقة (الكازاخ ، والتركمان والأوزبك) ، مع العمل بسرعة كبيرة في ذلك الوقت.
كانت هناك خطط أولية للحفاظ على الجمهوريتين في خوارزم وبخارى، ولكن تقرر في النهاية تقسيمها في أبريل 1924 بسبب المعارضة الصاخبة في كثير من الأحيان للأحزاب الشيوعية (كان الشيوعيون في خوارزم على وجه الخصوص مترددين في تدمير الاستقلال الخاص بهم وكان عليهم أن يكونوا مسلحين بقوة للتصويت على حلهم في يوليو من ذلك العام).
أثبت إنشاء الحدود الكازاخستانية الأوزبكية صعوبة خاصة في منطقة سير داريا، وهي منطقة مكتظة بالسكان حيث كان السكان مختلطون. استولى كل من الأوزبك والكازاخستانيين على مدن تركستان والصينز وشيمكنت.
طشقند وهي مدينة ذات أغلبية أوزبكية محاطة بمناطق كازاخستان أثبتت أنها مزعجة بشكل خاص، حيث اضطر مكتب آسيا الوسطى في النهاية إلى اتخاذ قرار بشأن هذه المسألة، ومنح المدينة لأوزبكستان. وفي المقابل اكتسب الكازاخيون مدينة شيمكنت الكبيرة.
كان هناك تعقيد آخر في المشهد وهم قوميّة القراقلبقيون حيث لم يكن السوفييت متأكدين مما إذا كانوا أوزبكًا أم كازاخيين أم جنسية منفصلة تمامًا. نظرًا للإحساس الضعيف في أحسن الأحوال بجنسية كاراكالباك، وروابطهم المتقاربة المتصورة مع الكازاخستانيين، فقد تم منحهم منطقة كاراكالباك المستقلة الخاصة بهم داخل جمهورية كازاخستان.
كانت هذه الأوبلاست أكبر من جمهورية كاراكالباكستان المتمتعة بالحكم الذاتي، وامتدت إلى حد بعيد باتجاه الشرق، مما أدى إلى قطع جمهورية أوزبكستان الاشتراكية السوفياتية إلى قسمين، مع وجود منطقة صغيرة حول خيوة.
أقنع الأداء الاقتصادي الضعيف في الأوبلاست القادة السوفييت بضرورة ضم كاراكالباكستان مباشرة إلى جمهورية روسيا الاشتراكية السوفياتية، وهي خطوة تم إضفاء الطابع الرسمي عليها في عام 1930 ؛ تمت ترقيته إلى حالة جمهورية كاركالباك الاشتراكية في عام 1932. وفي عام 1936 تم نقل المنطقة إلى جمهورية أوزبكستان الاشتراكية السوفياتية.
يبدو أنه كانت هناك تغييرات صغيرة مختلفة على الحدود في العقود التالية. تُظهر العديد من الخرائط القديمة حدودًا مختلفة قليلاً في صحراء كارا كوم ، مع نتوء كبير مثلثي للأراضي الأوزبكية إلى ما يُعرف الآن بمنطقة كيزيلوردا في كازاخستان ( انظر الخريطة على اليمين ).
أصبحت الحدود حدودًا دولية في عام 1991 بعد تفكك الاتحاد السوفيتي واستقلال الجمهوريات المكونة له. كانت هناك توترات مختلفة حول الحدود - خاصة في منطقة طشقند - في أواخر التسعينيات وأوائل القرن الحادي والعشرين ، حيث اتهمت كازاخستان أوزبكستان بترسيم الحدود وعسكرة الحدود من جانب واحد ؛ في نهاية المطاف في عام 2001 وافقت الحكومتان على البدء في ترسيم كامل للحدود. الترسيم الكامل للحدود جار حاليا.
في 28 مارس 2023، صادق البلدان أخيرًا على معاهدات ترسيم الحدود.

## المعابر الحدودية
- قرقل باقستان (أوزبكستان) - بينيو (كازاخستان) (طرق وسكك حديدية) [37]
- يالاما (أوزبكستان) - كونيسباوا (كازاخستان) (طريق) [37]
- سارياغاش (أوزبكستان) - كابلانبيك (كازاخستان) (السكك الحديدية والطرق) [37]
- جيشتكوبريك (أوزبكستان) - جيبك جولي (كازاخستان) (طريق) [37]
- سيرك (أوزبكستان) - منطقة تركستان (كازاخستان) (طريق) [37]

## مستوطنات بالقرب من الحدود

### كازاخستان
- شابانكازجان
- شاردارا  [لغات أخرى]‏
- زيتيسي
- ميرزاكينت
- أتاكينت
- سارياغاش

### أوزبكستان
- قاراقال باقستان
- غاجارين
- جوليستون
- باكست
- سيرداريو
- شينوز
- يانجيول
- طشقند
- كيليس
- شيرشيق
- جازالكينت